# 마르시우 미란다 프레이타스 로차 다 시우바
마르시우 미란다 프레이타스 로차 다 시우바 (1981년 3월 20일 ~ )는 브라질의 전 축구 선수이다. 현재는 레드불 브라간치누의 수석 코치로 있다.

## 통계
| 브라질 | 브라질 | 브라질 |
| 연도   | 출전   | 골     |
| ------ | ------ | ------ |
| 2005   | 1      | 0      |
| 합계   | 1      | 0      |